# NGC 5052
NGC 5052 ist eine 13,5 mag helle, linsenförmige Galaxie vom Hubble-Typ S0-a im Sternbild Haar der Berenike am Nordsternhimmel. Sie ist schätzungsweise 297 Millionen Lichtjahre von der Milchstraße entfernt und hat einen Durchmesser von etwa 115.000 Lj.
Das Objekt wurde am 10. April 1831 von John Herschel entdeckt.